# Forêt en Russie

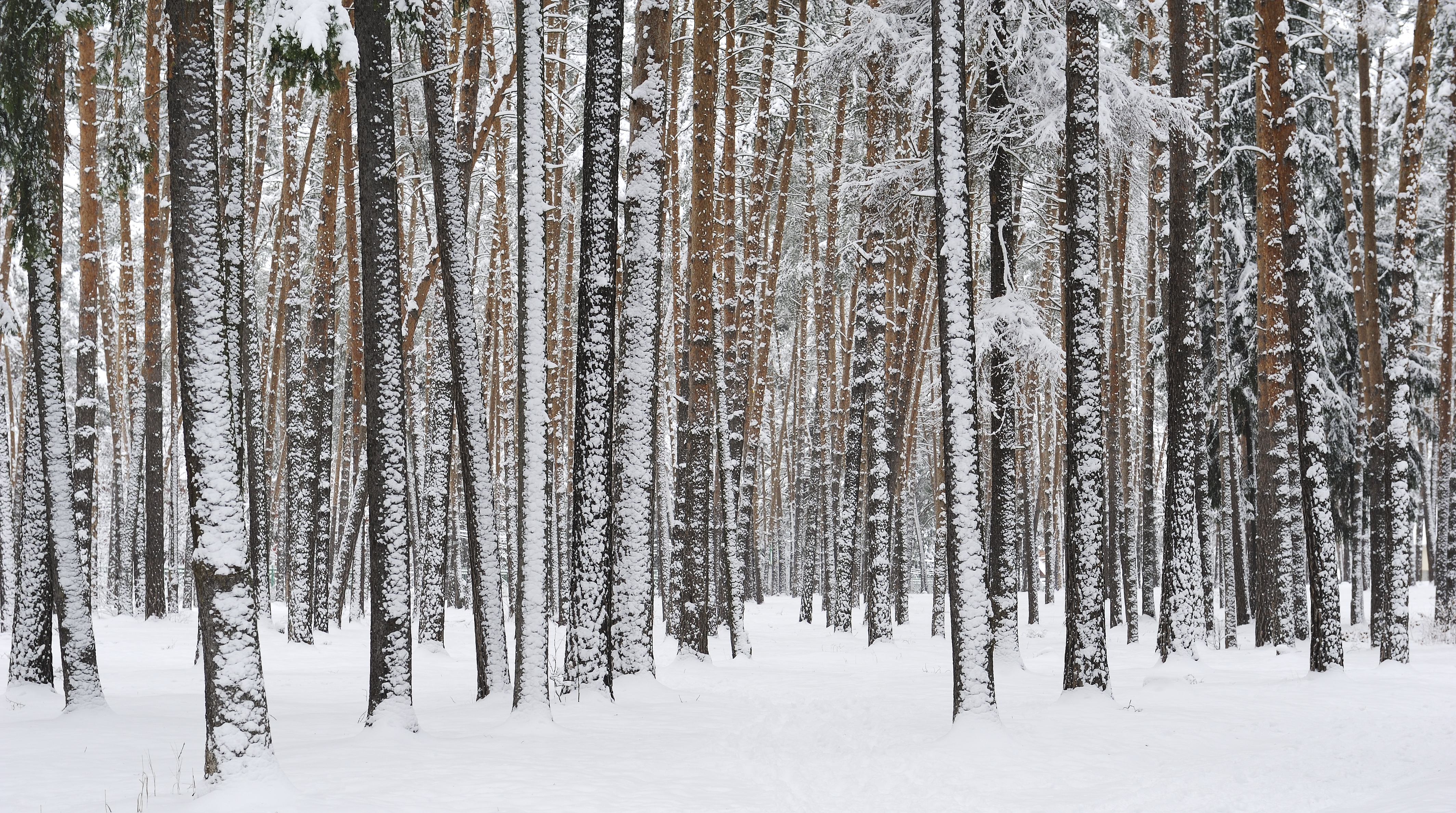
Forêt de pins dans la région de Moscou.

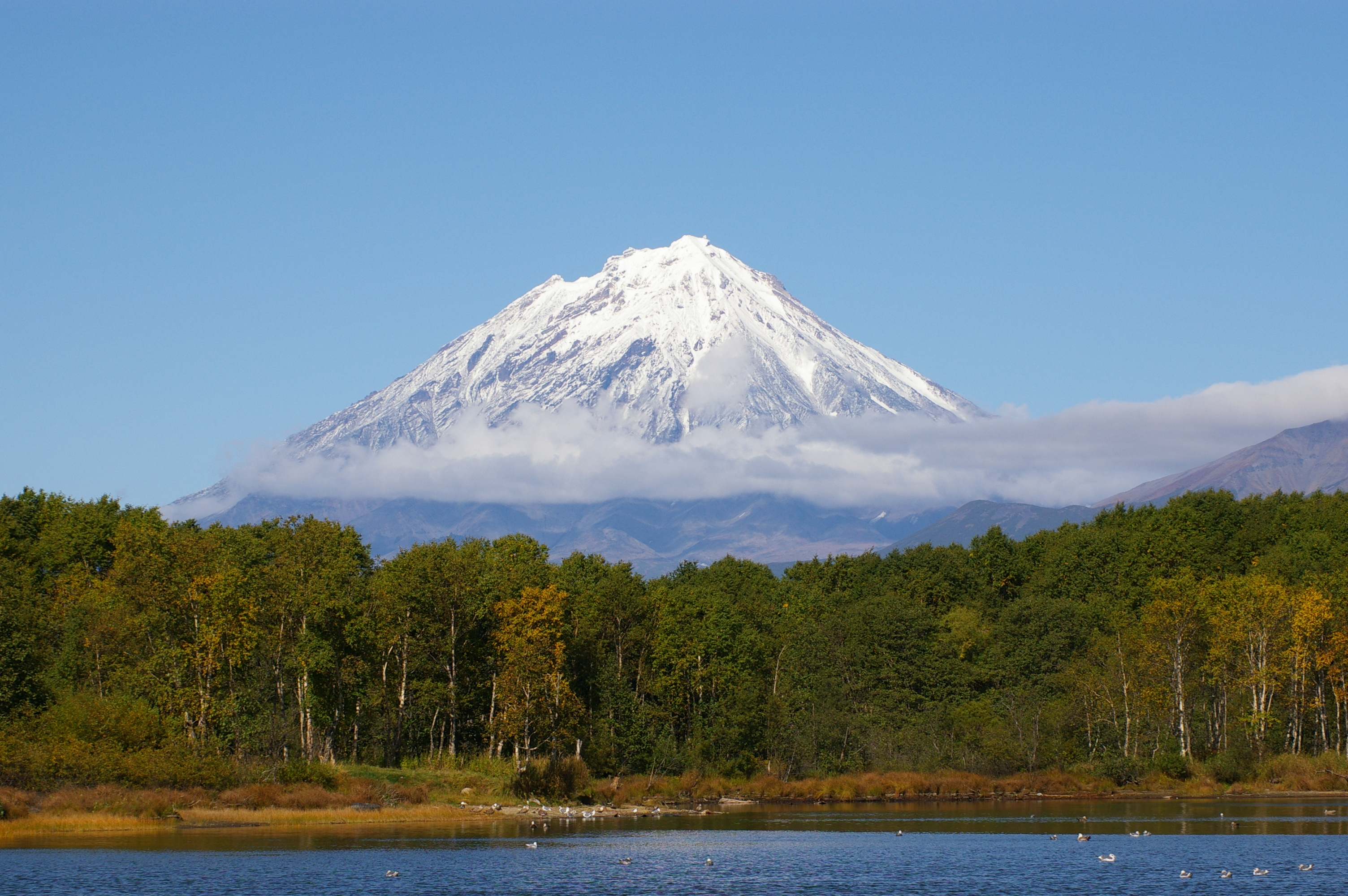
Forêt au Kamtchatka.

La forêt en Russie représente un cinquième de l'ensemble des forêts de la planète, ce qui en fait la forêt la plus étendue du monde, avec 809 millions d'hectares, devant celle du Brésil avec 520 millions d'hectares.

## Industrie du bois
L'industrie du bois contribue de façon significative à l'économie de la fédération de Russie, pour environ 20 milliards de dollars par an. Cependant les ratios de profit des industries du secteur ont fortement diminué en 2008, d'après le classement effectué par le magazine russe Lesnaya Industriya (en). Les 10 plus grandes entreprises du secteur représentent 70 % de l'activité.
La Russie a refusé le principe de propriété privée des forêts, qui  représente 49 % du territoire. 
Les principales espèces sont les conifères, qui représentent 68,4 % du total